# Паметник на жертвите на комунизма (Варна)
Паметникът на жертвите на комунизма е посветен на жертвите на комунизма във Варна и Варненска област. Намира се на булевард „Сливница“ в градинката до Градската художествена галерия.

## История
Идеята за паметник е от 1992 г., официално предложение е направено на 30 май 1995 г. Проектирането е възложено на архитект Косьо Христов и скулптора Павел Джеферов. През пролетта на 2001 г. започва изграждането на паметника в градинката до Градската художествена галерия. В началото е излят бетонен симетричен архитектурен обем, страничните му крила са облицовани със сив мрамор, а средното – с черен. В центъра на кръстовидния обем е монтиран месингов знак, символизиращ при древните българи космоса и неговата необхватност, а под него в средната му част е гравиран текст: „На жертвите на комунизма“.
Паметникът е тържествено открит и осветен на 31 октомври 2001 г. Всяка година на 9 септември Съюзът на репресираните в България и Българският демократически форум организират заупокойна служба и дружеска среща на всички варненци, пострадали от комунистическия режим.